# Blackfriars (London)

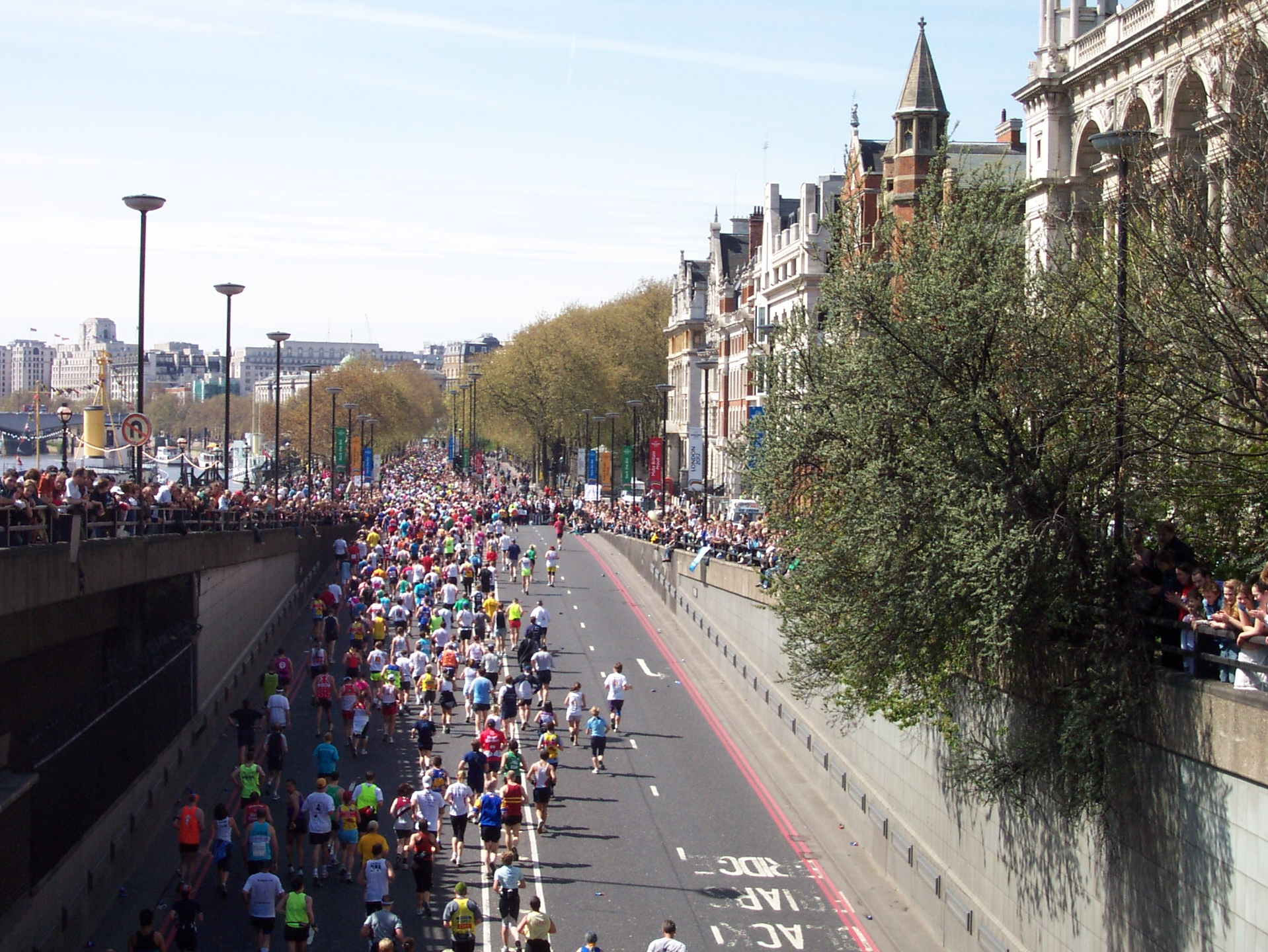
Der London-Marathon kommt am 17. April 2005 durch die Unterführung der Blackfriars Bridge hoch zum Victoria Embankment

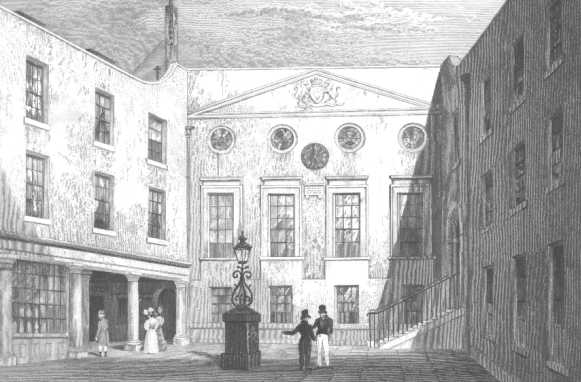
Apothecaries' Hall in Blackfriars, 1831

Blackfriars ist ein Stadtteil in der Innenstadt Londons, der in der südwestlichen Ecke der City of London liegt.
Der Name leitet sich von einem 1228 gegründeten Dominikanerkloster ab, das sich an diesem Ort zwischen der Themse und dem Ludgate Hill befand und dessen Mönche schwarze Kutten trugen (englisch blackfriar, das heißt Schwarzer Bruder). Das mittelalterliche Konvent war eine wohlhabende und einflussreiche Einrichtung. Seine Säle wurden häufig für die Versammlung von Regierungsräten genutzt. Vor dem Beginn der Rosenkriege (1455–1485) traf sich hier das sogenannte Black Parliament. Das Kloster wurde 1538 unter der Regierung Heinrichs VIII. (1509–1547) säkularisiert und sein großes Anwesen von privaten Bauträgern parzelliert und verpachtet.
Blackfriars galt bereits zu Zeiten William Shakespeares als eleganter Bezirk Londons, denn es gab steingepflasterte Straßen. In unmittelbarer Nachbarschaft befanden sich die Königliche Garderobe (engl. Royal Wardrobe), der Amtssitz des „Meisters der Feste“ (engl. Master of the Revels, frz. maître des plaisirs), die Domizile anderer hoher Hofbeamter sowie des königlichen Schatzmeisters (engl. Lord High Treasurer).
In der Epoche Elisabeths I. und Jakobs I., zwei Herrschern, die beide dem Schauspiel zugetan waren, entwickelte sich in dem neuen Wohnbezirk aus einem Kindertheater mit dem Namen Blackfriars Theatre eine gleichnamige Spielstätte für Stücke von William Shakespeare. 1632 erwarb die Apothekergesellschaft (engl. Society of Apothecaries), eine einflussreiche Londoner Gilde, das klösterliche Gästehaus und richtete dort ihre Hauptgeschäftsstelle ein. Während des Großen Brandes von London wurde das Anwesen 1666 zerstört, doch die Gilde baute den Gebäudekomplex sofort wieder auf. Apothecaries' Hall kann auch heute noch in Blackfriars besichtigt werden.
In dem Stadtteil befindet sich seit dem 19. Jahrhundert der Bahnhof Blackfriars für Fern- und U-Bahn. Er bildet zudem den nördlichen Brückenkopf der historischen Blackfriars Bridge und der Blackfriars Railway Bridge, seit 2000 auch der Millennium Bridge. Die Uferstraße Victoria Embankment erstreckt sich entlang dem Nordufer der Themse von Blackfriars zur Westminster Bridge.

## Persönlichkeiten
- William Purdie Treloar (1843–1923), Politiker